# Orde van de Derde Observantie
De Orde van de Derde Observantie (Frans: "Ordre de la Boiseau") ook "Orde van de Druiven" of "Medusa-Orde in de Provence" genoemd werd in 1701 in Villeneuve gesticht als een Ridderorde in navolging van de Orde van Bousquieres voor adellijke heren en dames.
Als stichters worden de heren de Damas en de Bibray genoemd. 
De orde die de geneugten van de tafel en in het bijzonder die van de wijn wilde vergroten was een groot succes en had zoveel leden dat zij een eigen periodiek, de "Novelles de l'ordre de la Boiseau" uitgaf.

De orde had leden in acht landen en de leden van deze acht afdelingen, net als in de Johanniterorde "langues" geheten, zonden hun grootmeester tot aan zijn dood in 1717 ieder jaar een proeve van hun beste wijn. Als oorkonde kregen de nieuwe ridders een gedicht met als titel " Vive Bachus et ses enfants" (Frans:"Leve Bacchus en zijn kinderen")

Deze schertsorde zal model hebben gestaan voor de vele kleurrijke "orden" die zich ook nu nog aan de wijn van een kasteel of appellation wijden.
Ackermann vermeldt deze ridderorde als een historische orde van Frankrijk. Het is duidelijk dat de ooit zo strenge en krijgshaftige kruisridderorden van de 11e eeuw in latere tijd ook grapjassen hebben geïnspireerd tot het stichten van minder serieuze orden. Deze ontwikkeling was al aan de hoven van de Valois begonnen met orden als die van de Orde van de Gouden Ketenen.   